# Jezero (Předhradí)
Jezero je písník – antropogenní jezero, které vzniklo zatopením pískovny po ukončení těžby písku. Nachází se u východního okraje obce Pňov-Předhradí, směrem k Labi, v okrese Kolín ve Středočeském kraji. Okolo vede část naučné stezky Pňovský luh. Jezero v nadmořské výšce asi 189 metrů má rozlohu přibližně 21 hektarů. Slouží ke koupání, sportovnímu rybolovu, je zde sportovní a rekreační areál s několika hřišti a dalším vybavením, konají se zde také různé akce.  

## Historie místa
Do začátku 19. století původní tok Labe v okolí Kolína výrazně meandroval a obtékal oblast, kde se dnes nachází jezero. Již v letech 1818–1819 došlo k první regulaci řeky a mezi obcemi Klavary a Oseček byl tok narovnán víceméně do současné podoby. Později byly provedeny ještě další úpravy břehů a dobudovány nové stavby, zejména zdymadlo Klavary a zdymadlo Velký Osek, které vznikly ve 30. a 40. letech 20. století. Zbytky původního řečiště jsou v okolí obce Pňov-Předhradí stále velmi dobře patrné a jedna dále zmíněná část je nazývaná Staré Labe (toto obecné označení je používáno na více místech v okolí Poděbrad, Kolína i na dalších místech).
V místě dnešního jezera bylo hřiště TJ Sokol Předhradí, které bylo vybudováno na přelomu 20. a 30. let 20. století a sloužilo jako letní cvičiště Sokola. Dále se zde nacházely dvě malé jámové pískovny (jedna byla později, v roce 1951, místním rybářským spolkem upravena na třecí rybník), louky a les. Říční terasa Labe se středními až jemnozrnnými písky s příměsí štěrkopísku zde má mocnost 10 až 20 metrů. Těžba písku ve větším rozsahu byla zahájena v 60. letech 20. století a nejprve ji provozovalo místní JZD Pňov.
V roce 1970 se provozovatelem pískovny stal oborový podnik Vojenské stavby Praha a těžba byla významně rozšířena. Písek byl použit nejen na menší stavby v okolí Kolína, Poděbrad a Nymburka, ale také na stavbu dálnice a metra. Těžba pokračovala do začátku 90. let. Během těžby zde byly rovněž objeveny sídelní struktury z raného středověku, které možná souvisí s nedalekým zaniklým středověkým hradištěm Oldříš.
V roce 2008 začala revitalizace jezera. Společnost Toyota CZ, která má svůj výrobní závod v nedaleké průmyslové zóně Ovčáry (jen asi 5 kilometrů vzdušnou čarou na opačném břehu Labe), v tomto roce poskytla grant na zpracování projektové dokumentace. Ta řešila odbahnění jezera, technickou proveditelností a způsob nakládání s vytěženým sedimentem včetně nutnosti aplikace speciálního prostředku na likvidaci sinic. Zpracovaná dokumentace pak byla použita jako podklad žádosti o čerpání prostředků na revitalizaci jezera ze strukturálních fondů EU.

## Jezero, areál a okolí
Jezero má mírně nepravidelný tvar a rozlohu přibližně 21 hektarů. Největší délka je necelých 500 metrů, největší šířka (od jihozápadu k severovýchodu) je mírně přes 400 metrů, východní část jezera je užší. V blízkosti jižního okraje se rozkládá tzv. Staré Labe, jedno z celé řady mrtvých ramen původního meandrující toku Labe. 
Z tohoto slepého ramene odtéká malý potok, nazývaný rovněž Staré Labe, který vede podél západního a severozápadní břehu jezera. Nepojmenovaný odtok ze samotného jezera se nachází na jeho nejsevernějším okraji, vede na sever a přibližně po 150 metrech ústí do Starého Labe, tento tok se po asi 350 metrech spojuje s potokem Pňovka a vzápětí (jen asi 30 metrů) zleva ústí do současného toku Labe. 

### Sportovně rekreační areál
Mezi jižním okrajem jezera a výše uvedeným pozůstatkem původního toku Labe (Staré Labe) se rozkládá poměrně rozsáhlý sportovně rekreační areál, který tak nepřímo navázal na původní sportoviště Sokola z první republiky. První část současného sportovně rekreačního areálu vznikla v roce 1992, kdy bylo vybudováno první hřiště pro plážový volejbal. V současnosti se zde nachází čtyři hřiště pro plážový volejbal, fotbalové hřiště, dráhy na pétanque, outdoorové hřiště pro děti i dospělé, klubovna, občerstvení.
V letních měsících je jezero pochopitelně hojně využíváno také ke koupání, pláž s pozvolným vstupem do vody byla vybudována u jižního až jihozápadního okraje jezera, na druhou stranu od příjezdové komunikace než jsou sportoviště. Je rovněž možné zapůjčit si lodičku nebo šlapadlo pro projížďku po jezeře.

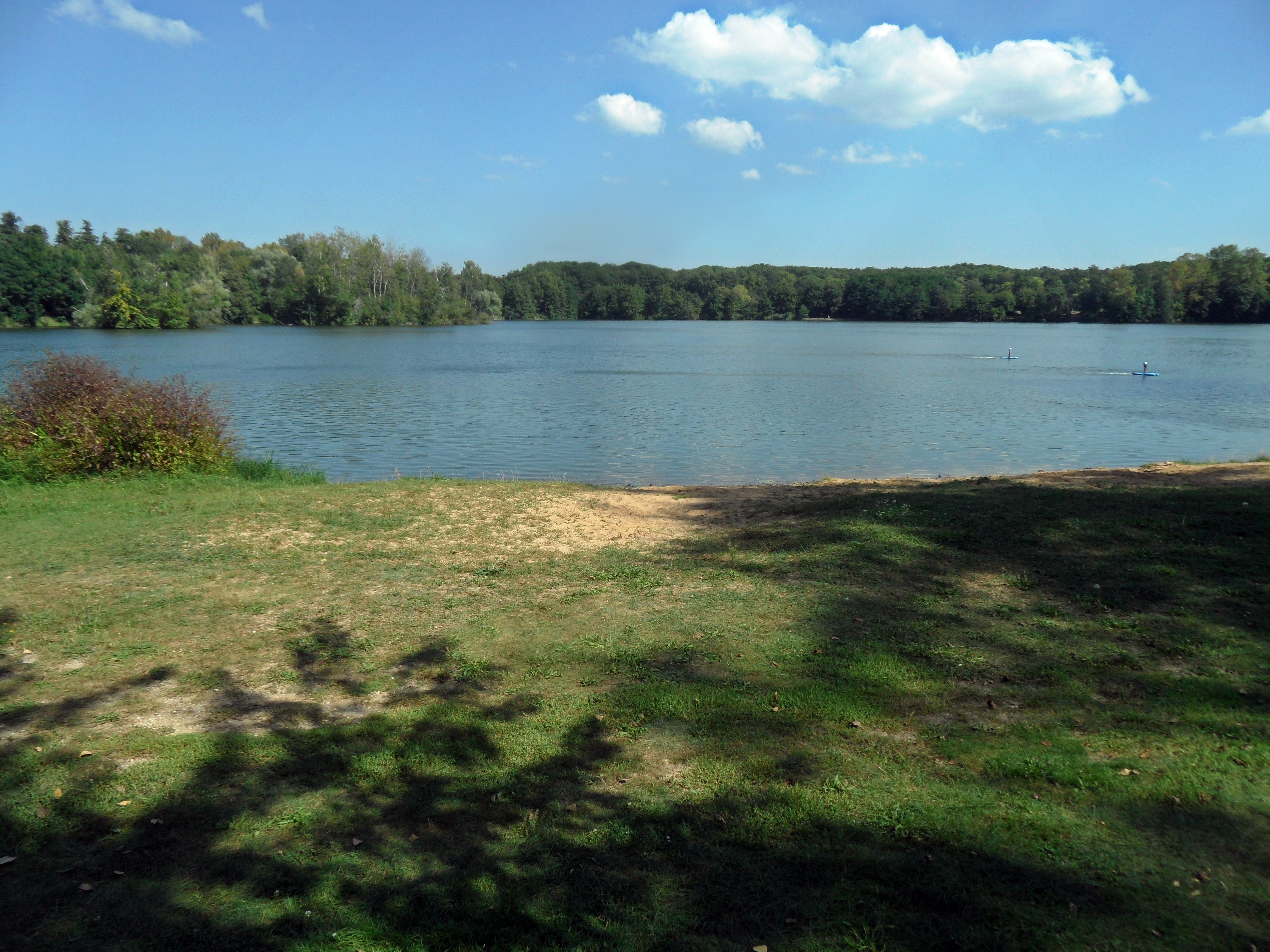
Pláž s pozvolným vstupem do vody
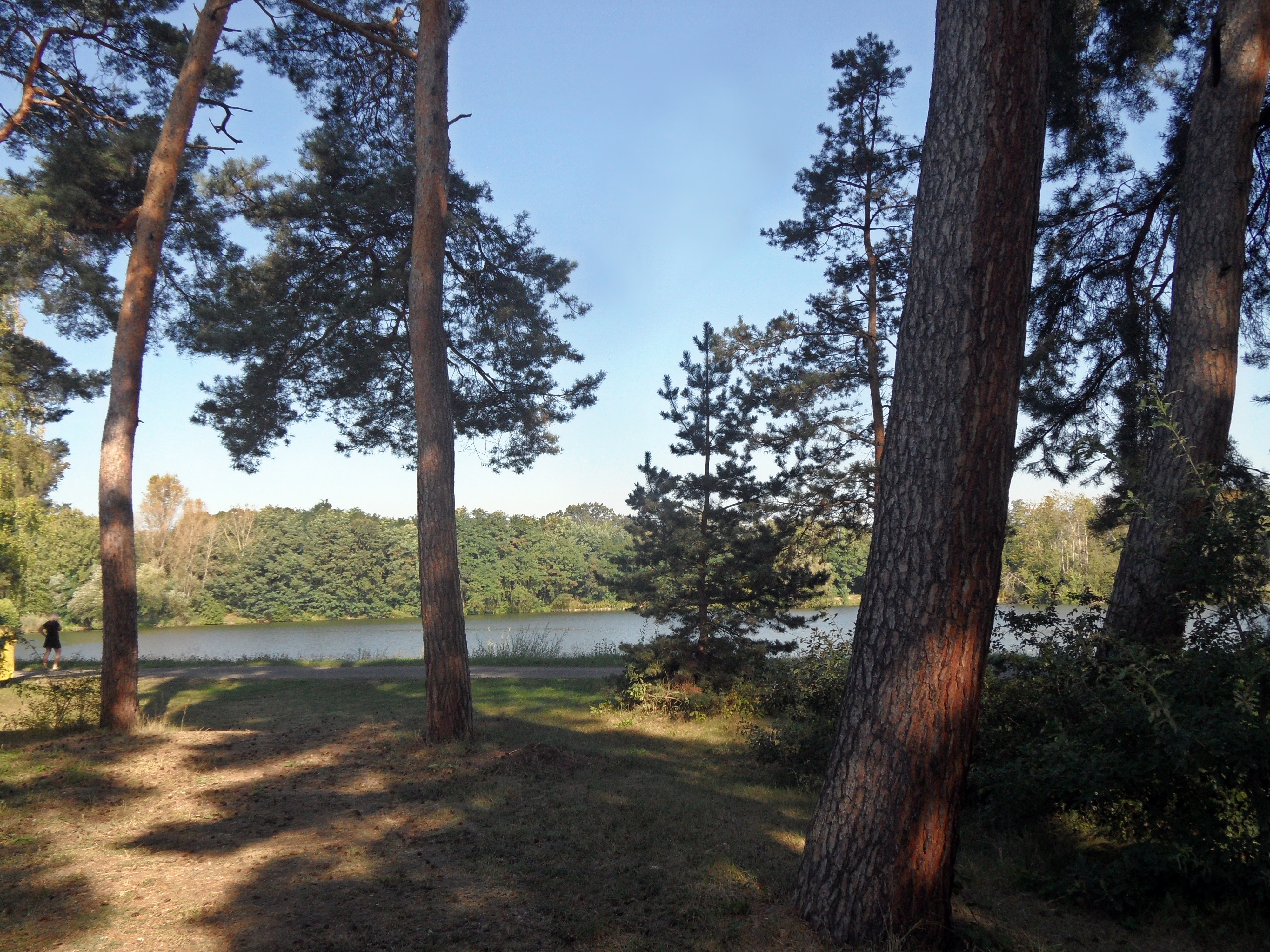
Nedaleko klubovny
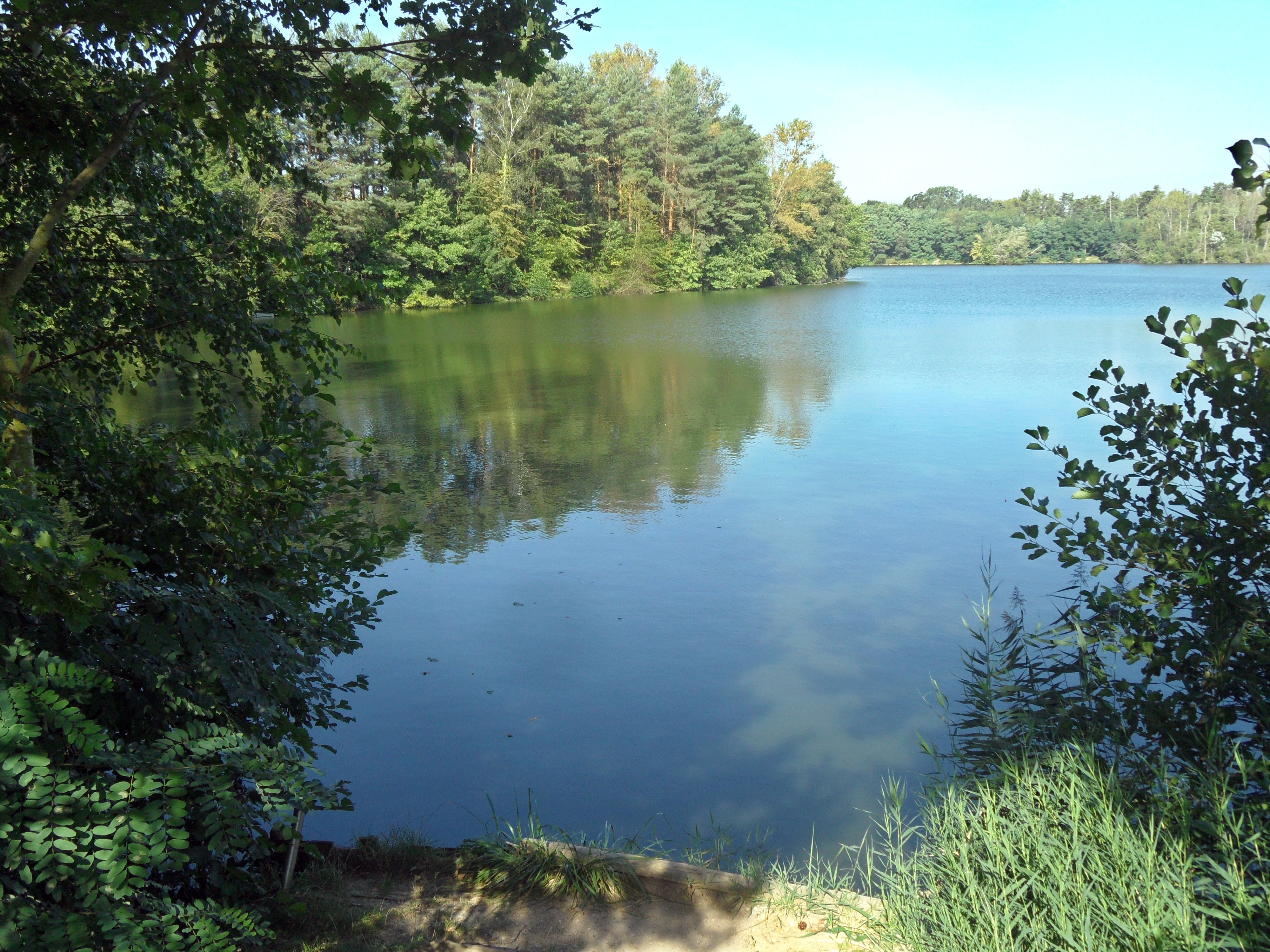
Blízko archeologického naleziště
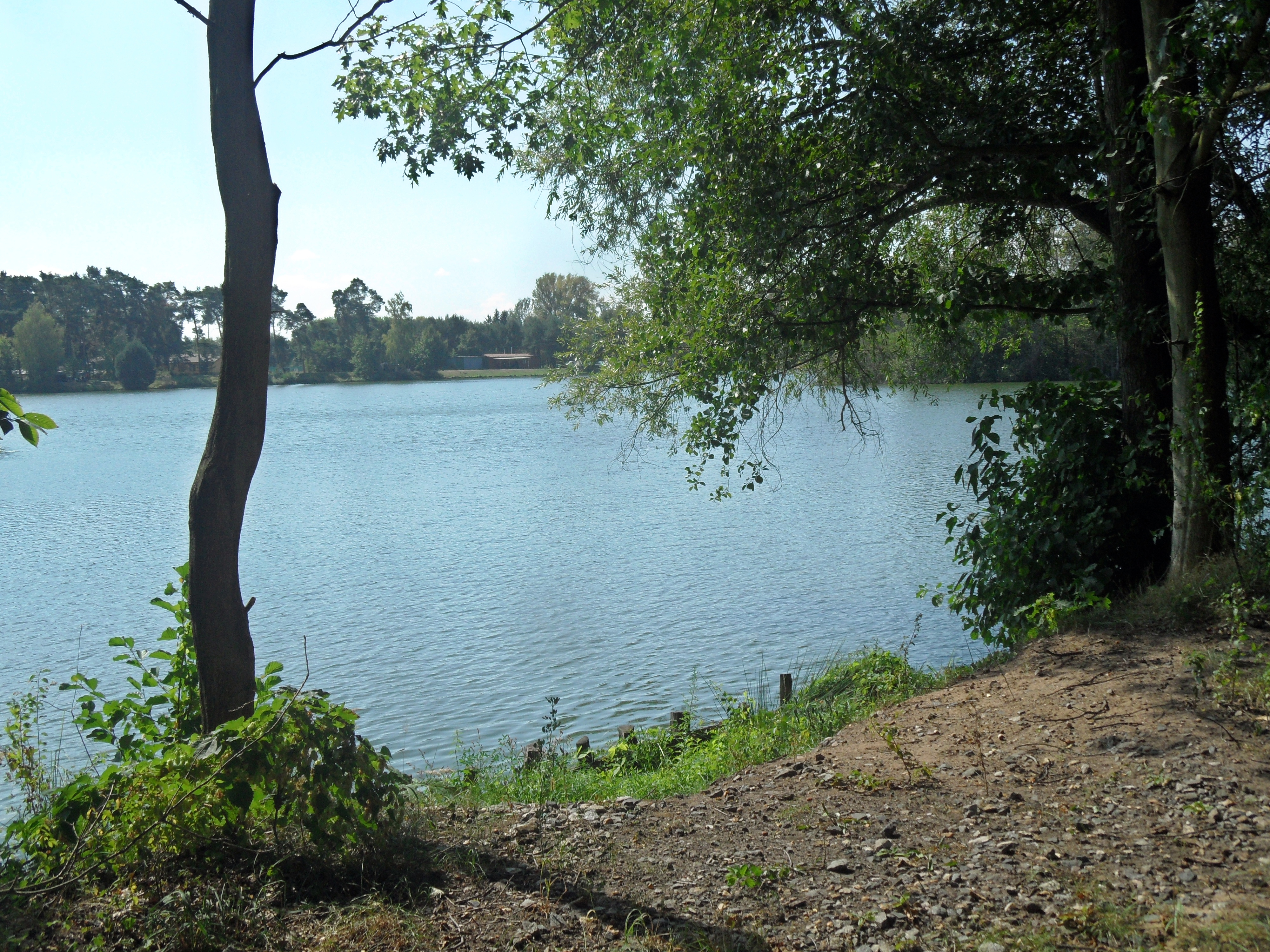
Nejsevernější část jezera
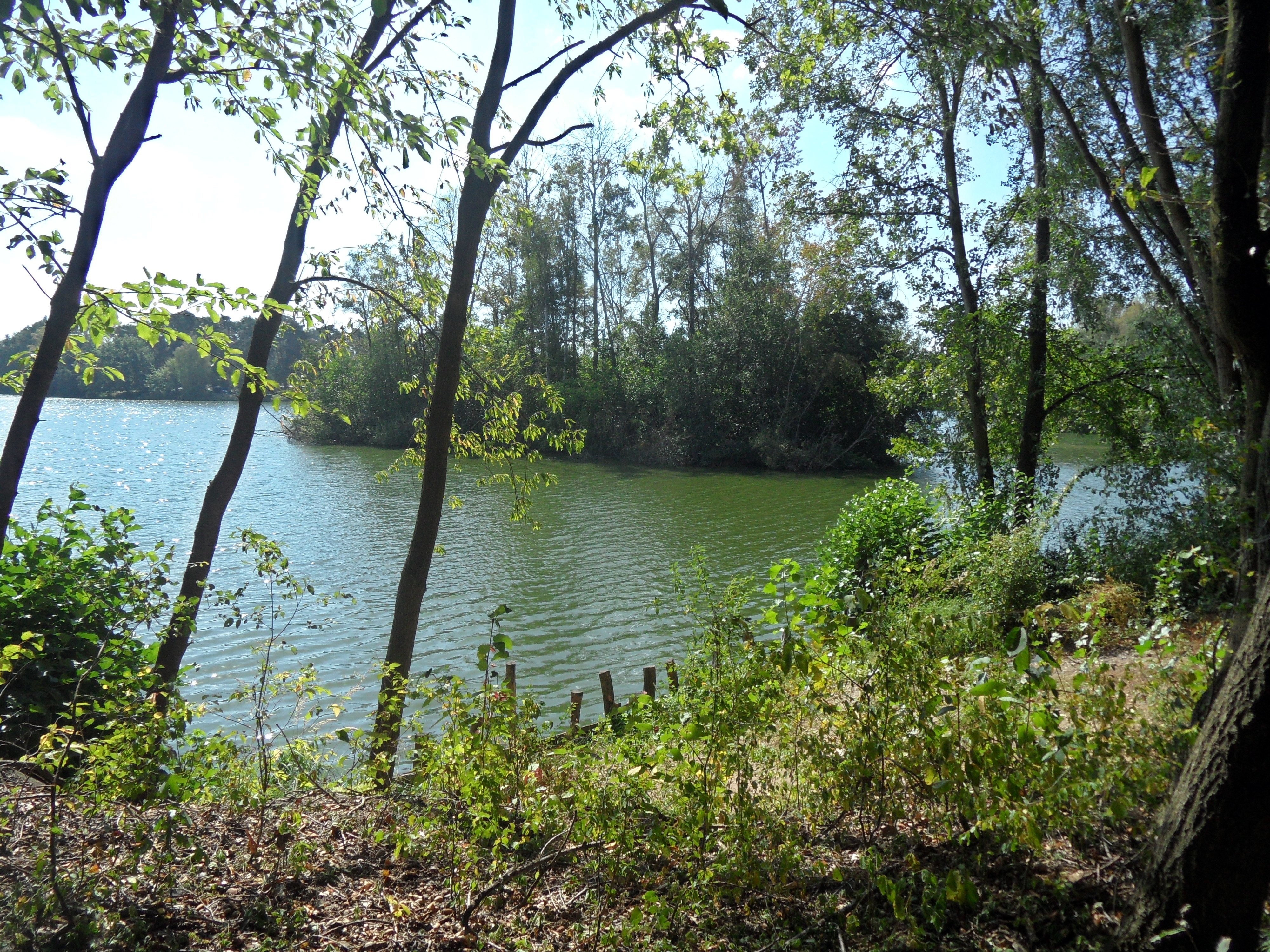
Větší ze dvou ostrůvků u SZ břehu

### Akce ujezera
V průběhu roku se u jezera konají také různé akce pro děti a dospělé, např. okolo 1. června se pravidelně koná Dětský den, na kterém byly různé soutěže, ukázky hasičů, projížďka loďkou po jezeře a další aktivity a atrakce. Na konci června je tradičně Zahájení prázdnin s živou hudbou (pop, rock a country). Na začátku druhé poloviny srpna se pak konala Pouť pro děti a pouťová zábava (střelnice, houpačky, kolotoč).

### Sportovní rybaření
Jezero je též významným a oblíbeným místem pro sportovní rybaření, o revír Jezero a také nedaleké revíry Staré Labe a Karasovo rameno se stará spolek Rybáři Předhradí z.s. Mezi ryby vyskytující se v jezeru patří bolen dravý, candát, jelec, kapr, lín obecný, sumec, štika, úhoř a okoun.

### Naučná stezka
Kolem jezera (jihovýchodní, jižní, západní a severozápadní břeh) vede významná část naučné stezky Pňovský luh. Přímo na břehu jezera se nacházejí tři zastavení naučné stezky: č. 1 (kde naučná stezka začíná a končí), č. 2 (nazvané Pískovna: na severozápadním břehu) a č. 10 (u jihovýchodního okraje jezera a současně u archeologického naleziště zaniklého raně středověkého hradiště Oldříš).

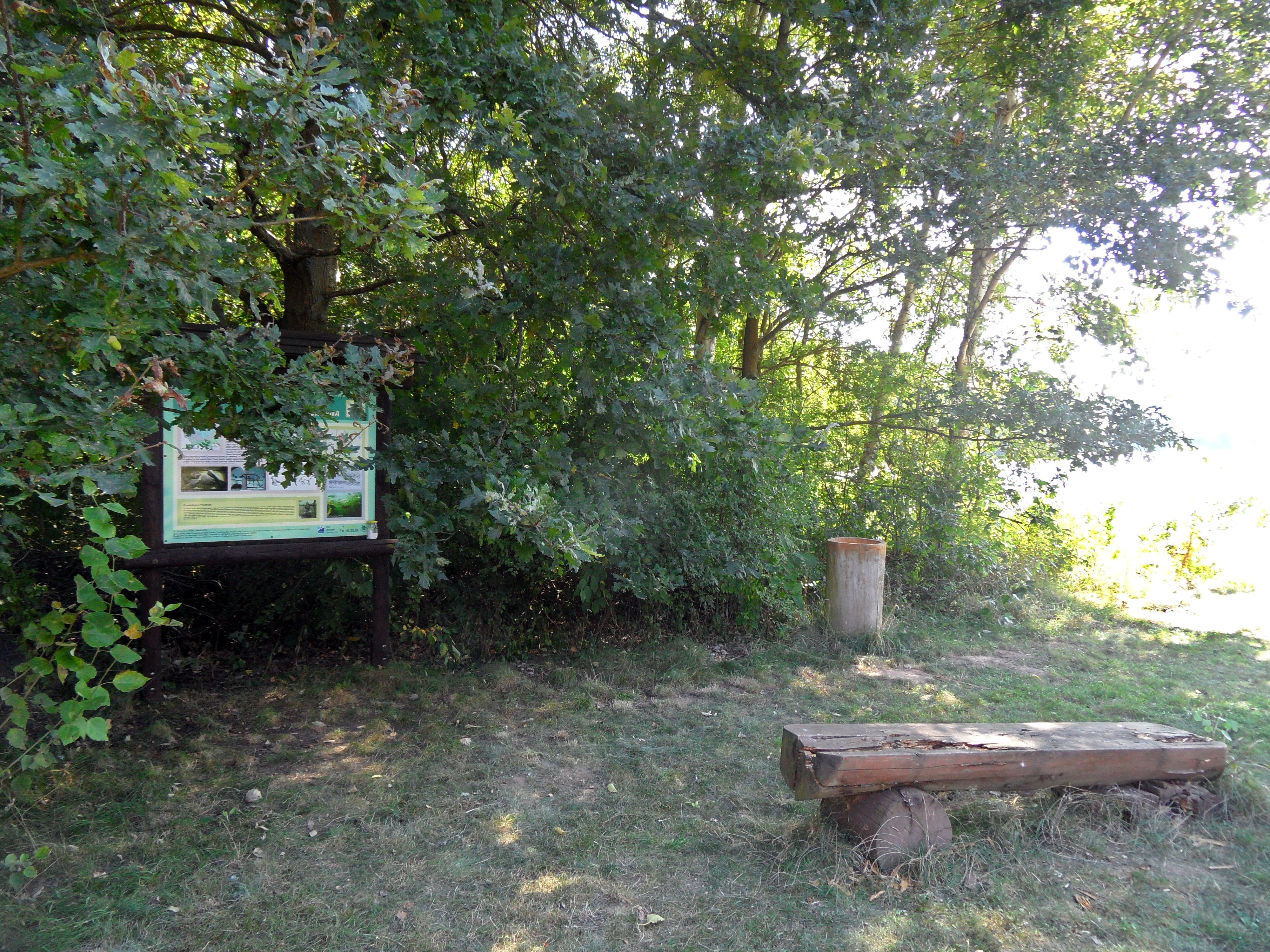
Zastavení 2 „Pískovna“ s informační tabulí
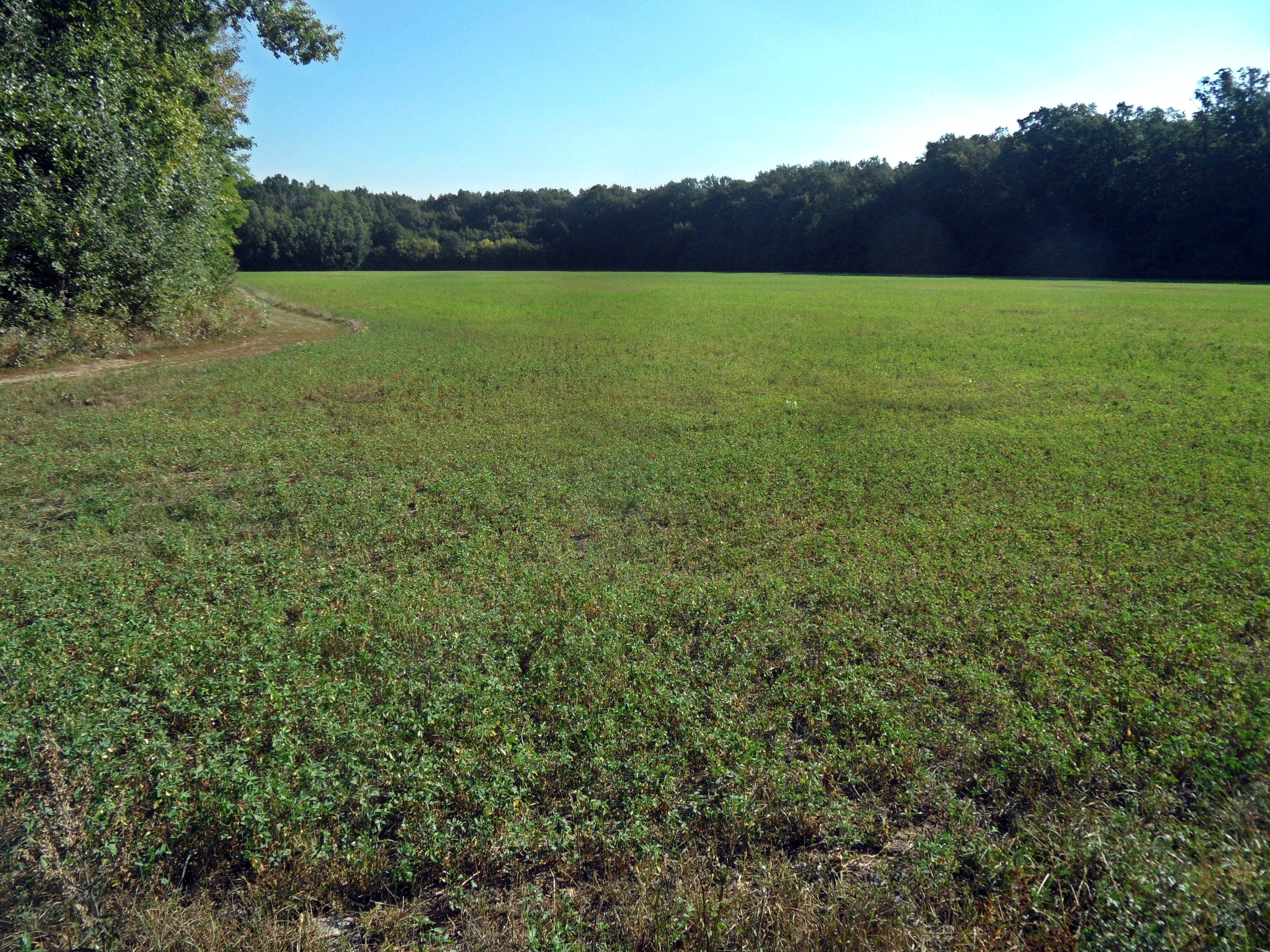
U zastavení 10: bývalé archeologické naleziště, JV cíp jezera

## Přístup

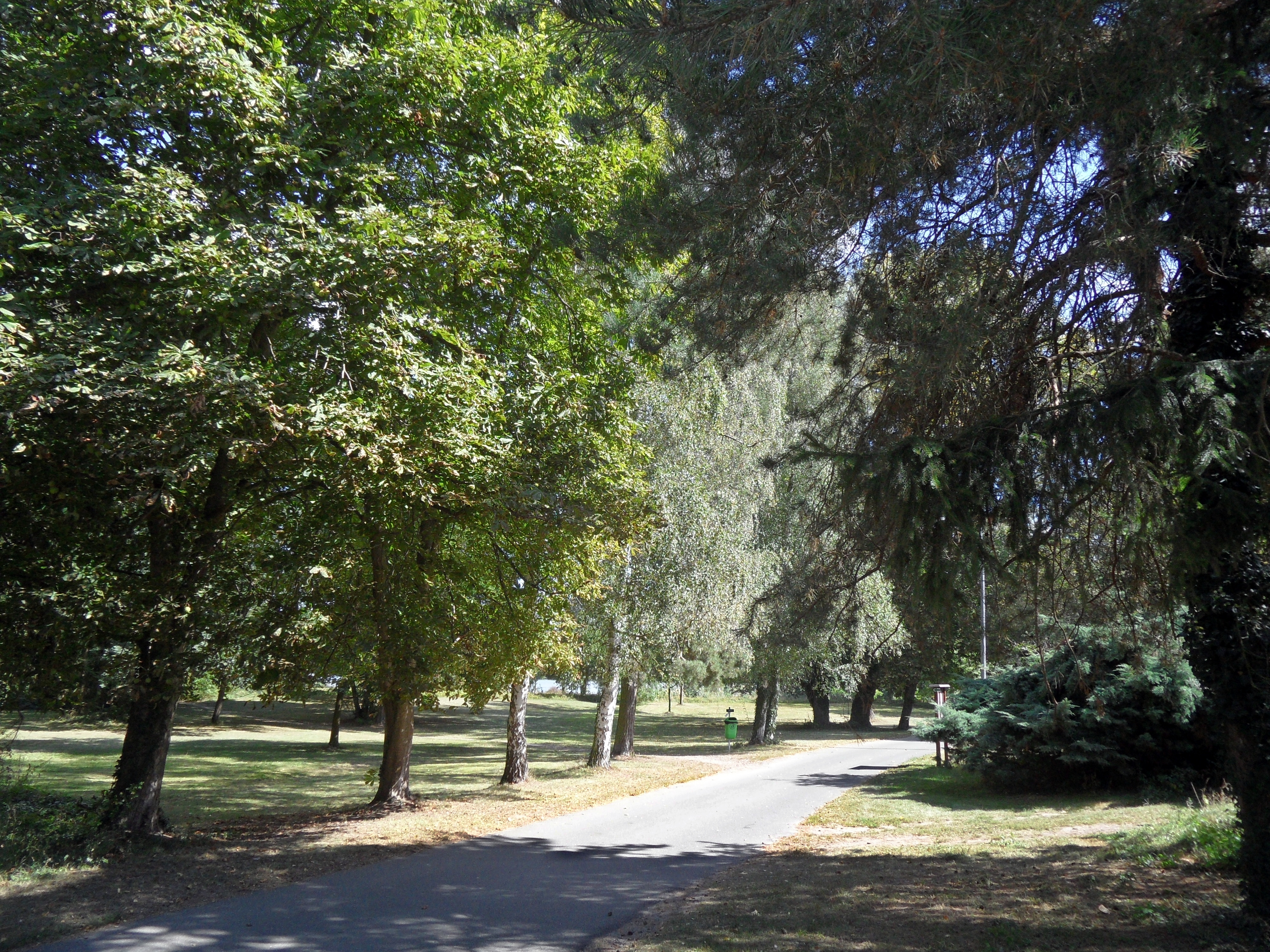
Příjezd k jezeru: nejprve po silnici I/38, poté ulicí U Parku a Sportovní ulicí (na obrázku).

Areál jezera je volně přístupný. Autem je možné přijet od Kolína nebo od Poděbrad po silnici I/38, z ní v obci nejprve odbočit do ulice U Parku a poté lze po ulici Sportovní dojet až přímo k jižnímu břehu jezera a ke sportovně rekreačnímu areálu, kde je poměrně malé parkoviště. Pokud je obsazeno, je nutné zaparkovat na jiných místech v obci a do areálu dojít pěšky (parkování na travnatých plochách před jezerem je zakázáno a pokutováno). 
Pěšky nebo na kole je možné přijít či přijet k jezeru po stejné trase ulicí Sportovní. Další možné pěší trasy jsou od jihu po části výše zmíněné naučné stezky (Staré Labe bude vidět po levé straně od cesty) nebo od severu. Trasa od severu umožňuje v letním období přístup také z druhého (pravého) břehu Labe. Nejprve se přívozem Oseček převezete z pravého na levý břeh Labe (jsou přepravovány také kočárky a kola), poté cesta vede od severu k jihu po břehu Labe. Asi po 300 metrech těsně před zastávkou č. 3 naučné stezky odbočíte doprava do lužního lesa a již po trase naučné stezky pokračujete až k jezeru. Celková délka trasy od přívozu Oseček je necelých 800 metrů k severnímu okraji jezera a přibližně 1,4 kilometru až k pláži a sportovištím na jižním břehu.